# Naitasiri Province
Naitasiri Province är en provins i Fiji.   Den ligger i divisionen Centrala divisionen, i den centrala delen av landet, 40 km nordväst om huvudstaden Suva. Antalet invånare är 160 760. Naitasiri Province ligger på ön Viti Levu.